# Phaonia hugonis
Phaonia hugonis är en tvåvingeart som beskrevs av Carvalho 1991. Phaonia hugonis ingår i släktet Phaonia och familjen husflugor.
Artens utbredningsområde är Peru. Inga underarter finns listade i Catalogue of Life.